# 受難者
『受難者』（じゅなんしゃ、The Garden of Allah）は、1927年に制作されたアメリカ合衆国の映画、サイレントの恋愛映画で、レックス・イングラム監督がメトロ・ゴールドウィン・メイヤーで手がけた最後の作品。主演は、イングラムの妻だった女優アリス・テリーと、イヴァン・ペトロヴィッチであった。本作は、イギリスの作家ロバート・ヒチェンスの1904年の小説『The Garden of Allah』に基づく2作目の映画であり、いち早く1916年にはセリグ・ポリスコープ・カンパニーがヘレン・ウエア主演で映画を撮っていたが、後にはマレーネ・ディートリヒとシャルル・ボワイエの主演で1936年にも映画化された。
『受難者』は、不完全なプリント1本が、メトロ・ゴールドウィン・メイヤー/ユナイテッド・アーティスツのフィルム・アーカイブに保存されている。

## あらすじ
アドリアン神父（イヴァン・ペトロヴィッチ）は、アルジェリアにあるトラピスト会のノートル・ダム・ダフリク修道院の修道僧だが、誓いに背き、砂漠へ逃れ、そこでドミニ（アリス・テリー）と出会い、彼女を助けることになる。

## キャスト
- アリス・テリー - ドミニ・エンフィルデン (Domini Enfilden)
- イヴァン・ペトロヴィッチ - アドリアン神父 (Father Adrien)
- マルセル・ヴィベール（英語版） - アンテオニ伯爵 (Count Anteoni)
- ハンバーストン・ライト（英語版） - レンス卿 (Lord Rens)
- マダム・パクレット (Madame Paquerette) - スザンヌ (Suzanne)
- ジェラルド・フィールディング（英語版） - バトー (Batouch)
- アルマン・デュテルトル（英語版） - ベニ＝モラの神父 (The Priest of Beni-Mora)
- マイケル・パウエル - 旅行者 (A Tourist)

## 制作
この映画は、フランスのニースのスタジオで撮影され、砂漠の場面はアルジェリアのビスクラや、モロッコで撮影された。